# Daniel Tammet

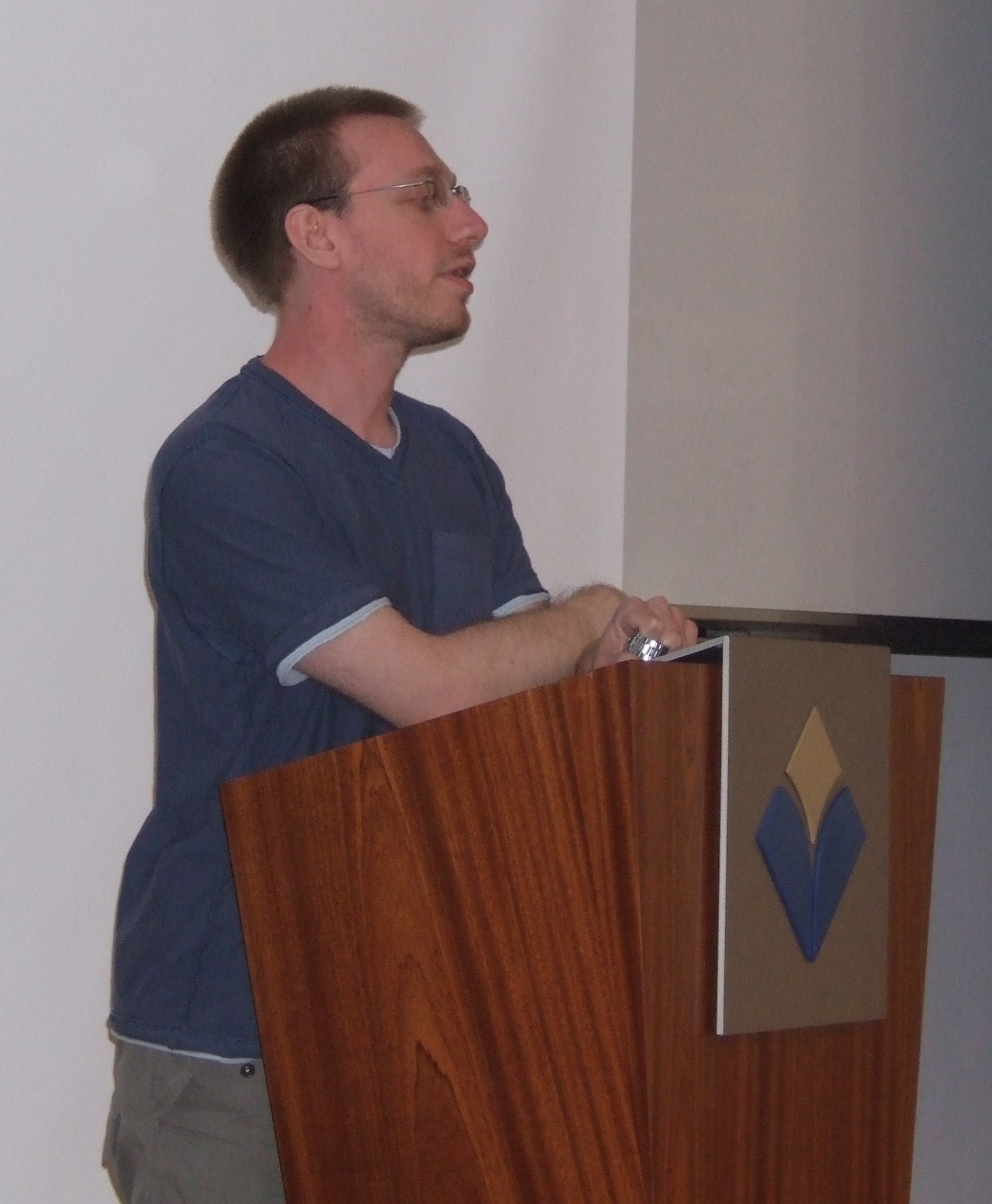
Daniel Tammet vid universitetet i Reykjavik i juni 2007.

Daniel Paul Tammet, född 31 januari 1979 i London, är en brittisk hyperpolyglott, savant med Aspergers syndrom/högfungerande autism som är exceptionellt bra på bland annat huvudräkning. På några få minuter kan han multiplicera tiosiffriga tal i huvudet eller dra roten ur tal och svara med tiotals decimaler. Han har också lätt för språk och har en enorm minneskapacitet.

## Huvudräkning
Tammet säger sig uppleva siffror som färger eller upplevelser vilket i sig inte är helt ovanligt. Det ovanliga med Tammet är att han kan skilja mellan cirka 10 000 nummer genom olika upplevelser. Han kan känna om ett tal är ett primtal eller inte och ser resultatet av sina uträkningar som landskap i sinnet. 
Det europeiska rekordet avseende memorering av talet pi hålls av Tammet. På 5 timmar läste han upp 22 514 decimaler ur minnet. Det tog honom några veckor att memorera decimalerna.. 

## Språk
Tammet talar engelska, franska, finska, tyska, spanska, litauiska, estniska, isländska och esperanto. Han tycker särskilt om estniska eftersom språket innehåller många vokaler och på andra sätt är speciellt. Han är sysselsatt med att skapa ett nytt språk, Mänti, som liknar finska och estniska. Han har tidigare tagit fram språken Uusisuom och Lapsi.

## Arbete
Sedan flera år tillbaka är han bosatt i Frankrike, där han är verksam som författare, föreläsare och översättare. Dessutom driver han ett utbildningsföretag där språkkurserna följer inlärningsmetoder som han har utarbetat själv.